# سد اینگینیمیتییا
سد اینگینیمیتییا (به لاتین: Inginimitiya Dam) یک سد در سری‌لانکا است که در Inginimitiya واقع شده‌است.